# Űropera
Az űropera a science fiction egy alfajtája, ami a lovagregényes, gyakran melodrámai kalandot helyezi előtérbe. Főleg vagy teljes mértékben a világűrben játszódik, így nagyrészt fejlett technológiát és képességeket birtokló ellenfelek csapnak össze benne. A kifejezésnek semmi köze a zenéhez, és hasonló a szappanopera kifejezéshez. Az űropera sajátossága, hogy a szereplők, csaták, hatalmak, látványvilág és témák sokszor eléggé nagyarányúak.
Néha az űropera kifejezést pejoratív értelemben is használják, hogy rossz minőségű science fictiont jelöljenek meg vele, de gyakrabban használják értékítélet nélküli értelemben.

## Változó definíció
Ahogy David G. Hartwell és Kathryn Cramer feljegyezték a 2006-ban írt űropera-antológiájukban: "nincsen általános megegyezés abban, mi az [űropera], melyik írók a legjobb példák, sőt még abban sem, milyen művek számítanak űroperának". Azt is leírták, hogy az űroperának számos kulcsmeghatározása volt történelme során, amiket az irodalmi politika is jelentősen befolyásolt. Azt mondják, hogy "ami science fantasy volt, most űropera, ami meg űropera volt, azt már teljesen elfelejtették."
Az "űropera" kifejezést 1941-ben találta ki Wilson Tucker rajongó (és később szerző) egy fanzine-cikkben, pejoratív kifejezésként. Ebben az időben a rádió-drámasorozatok az Amerikai Egyesült Államokban szappanoperaként terjedtek el, mivel sok ilyen sorozatot szappangyártók szponzoráltak. Tucker az űroperát a szappanopera science-fiction megfelelőjeként határozta meg: "nyomasztó, idejétmúlt űrhajós történet". Még korábban a western stílusú szappanoperákat lóoperának kezdték hívni. Néhány rajongó és kritikus észrevette, hogy néhány űropera cselekményeit a lóoperából vették át és űrkörnyezetbe helyezték.
Az "űropera" kifejezés rossz sci-fiként való használata fennmaradt egészen az 1970-es évekig. Vagyis olyan műveket, amiket ma "űroperának" sorolunk be, eredetileg nem hívtak így.
Az 1960-as években kezdődött az űropera újradefiniálása Brian Aldissnak az 1974-es űropera-antológiában olvasható meghatározása szerint, és ezt nagymértékben elfogadták az 1970-es években is. De nem sok idő telt el újradefiniálása óta, máris kétségbe vonták a meghatározást, például Judy-Lynn del Rey szerkesztői gyakorlata és marketingje, valamint férje és kollégája, Lester del Rey értékeléseiben. Azt állították, hogy elavultak már az űroperák, és a Del Rey-könyvek Leigh Brackett korábbi munkáinak újbóli kiadásait is űroperának minősítették. A kora 80-as évekre az űroperát – az űrben játszódó kalandtörténeteket – megint újradefiniálták, és sok népkultúra-művet (pl. a Csillagok háborúját is) űroperának jelölték meg. Csak a kora 90-es években fogadták el az űropera kifejezést legitim sci-fi műfajként. Hartwell és Cramer így határozzák meg az űroperát: "színes, drámai, nagymértékű sci-fi kaland, amit értelmesen és néha gyönyörűen írtak meg, és amely általában egy együttérző, hősies főszereplőre és akciócselekményre fókuszál. Általában a viszonylag távoli jövőben játszódik az űrben vagy más világokban, és jellemzően optimista a hangneme. Gyakran háborúról, kalózkodásról, háborús virtusokról és nagyszabású akcióról szól."

## Története
Azok a korai művek, amik összefüggtek a műfajjal, de megelőzték a műfaj megjelenését, sok olyan elemet tartalmaztak, amiből később az űropera elemei lettek. Ezeket proto-űroperának hívjuk. A legkorábbi proto-űroperákat néhány kevésbé ismert közép-XIX. századi francia szerző írta, például a Star ou Psi de Cassiopée: Histoire Merveilleuse de l’un des Mondes de l’Espace (1854), írta C. I. Defontenay és a Lumen (1872), írta Camille Flammarion. Nem igazán népszerű proto-űroperákat írtak már a viktoriánus és az edwardi sci-fi korszakban is, pl. Percy Greg, Garrett P. Serviss, George Griffith, és Robert Cromie. Egy kritikus az első űroperaként idézi Robert William Cole The Struggle for Empire: A Story of the Year 2236 (Harc a birodalomért: 2236 története) című művét. Ez leír egy földi emberek és egy, a Sirius bolygón található idegen faj közti konfliktust. Azonban a regény ötlete egy nacionalista műfajból jön, a jövőbeli háborús fikcióból, ami 1880-tól 1914-ig volt népszerű, és így sokan vitatják azt, hogy ez lenne az első űropera.
Ezt a korai kezdetet leszámítva, csak a késő 1920-as évekre kezdett megjelenni rendszeresen sci-fi magazinokban az űropera. Filmben, a műfaj valószínűleg az 1918-as dán filmmel, a Himmelskibettel kezdődött. Eltérően a korábbi történetektől, amik főleg a Föld inváziójáról vagy egy űrjármű feltalálásáról szóltak, az űroperában már meglévő volt az űrutazás (általában úgy, hogy a történet a távoli jövőben játszódik), átugrotta a bevezetést és rögtön a történetbe ugrott. Néhány ilyen típusú korai történet például: J. Schlossel Invaders from Outside (Megszállók kintről) (1925 januárja, Weird Tales (Furcsa történetek)), Ray Cummings Tarrano the Conqueror (Tarrano, a hódító) (1925), Edmond Hamilton Across Space (Át az űrön) (1926) és a Crashing Suns (Összeütköző napok) (a Weird Tales-ben, 1928 augusztusa–szeptembere), J. Schlossel The Second Swarm (A második raj) (1928 tavasza, az Amazing Stories Quarterly (Csodálatos történetek-ben), és a The Star Stealers (A csillagtolvajok) (1929 februárja a Weird Tales-ben). Más hasonló történeteket is írtak 1929 és 1930 között. 1931-re az űropera már egy nagyobb alfaja volt a science fictionnek.[forrás?]
Azonban E. E. "Doc" Smith az a szerző, akit legtöbbet emlegetnek a műfaj igazi atyjaként. Elsőként kiadott művét, a The Skylark of Space (Az űr pacsirtája) címmel (1928 augusztusa-októbere, Amazing Stories) gyakran hívják az első nagy űroperának. Egy űrhajtóművet feltaláló tudós meséjét keresztezi science fantasy-val vagy planetary romance Edgar Rice Burroughs stílusában. Smith későbbi Lensman (A lencsés) sorozata és Edmond Hamilton, John W. Campbell, és Jack Williamson művei az 1930-as és 1940-es években nagyon népszerűek voltak és sokat imitálták más írók. A korai 1940-es években néhány ilyen történet ismétlődése és szertelensége tiltakozást váltott ki rajongókból, és emiatt lett a kifejezésnek pejoratív értelme.
Paul J. McAuley szerző szerint főleg brit írók az 1970-es években újra próbálták feltalálni az űroperát (pár nem brit kritikus vitatja azt, hogy a britek igényt tartanak az űropera műfajának uralmára). Ebben a folyamatban jelentős események többek között M. John Harrison The Centauri Device (A Centauri-berendezés) című művének kiadása 1975-ben, David Pringle és Colin Greenland "fegyverbe hívó" vezércikke az Interzone 1984-es nyári számában, valamint a Csillagok háborújának sikere, ami sok űropera-konvenciót szorosan követ. Ez az "új űropera", ami ugyanabban az időben fejlődött ki, amikor a cyberpunk felemelkedett és hatással volt rá, de sötétebb, az "emberiség győzelméről" szóló sablonoktól eltávolodik, újabb technológiák vannak benne és erősebb a jellemzése, mint a régi űroperákban. Bár a hagyományos űropera csillagközi skáláját és látásmódját megőrzi, tudományosan merev is lehet.
Az új űropera reakció volt a régire. Az új űropera támogatói azt állítják, hogy a műfaj a jellemek feltárását, a cifra írást, magas irodalmi mércéket, a valószínűséget és a kortárs társadalmi gondok erkölcsi feltárását helyezi központba. McAuley és Michael Levy Iain Bankst, Stephen Baxtert, M. John Harrisont, Alastair Reynoldsot, McAuley-t magát, Ken MacLeodot, Peter F. Hamiltont, és Justina Robsont tekintik az új űropera legjelentősebb alkotóinak.

## Definíciók kontraszt alapján
Néhány kritikus megkülönbözteti az űroperát és a bolygóközi kalandot. Amíg az űropera a westernből és a tengeri kalandokból fejlődött, a bolygóközi kaland az elveszett civilizációk történetéből nőtte ki magát. Mindkettőben vannak kalandok egzotikus helyeken, de az űroperában az űrutazáson, a bolygóközi kalandban pedig az idegen világokon van a hangsúly. Ilyen nézőpont szerint az Edgar Rice Burroughs által írt marsi, vénuszi és holdi beállítású történetek és Leigh Brackett Eric John Stark-történetei is bolygóközi kalandok.
Az űroperát a hard science fictionnel is szembe lehet állítani, amiben a nyomaték a technológiai folyamatok és találmányok hatásán van, és ahol óvatosan szabják meg a beállításokat, hogy ne mondjanak ellent a fizika, kozmológia, matematika és biológia törvényeinek. Azonban egyesek szerint nincs éles határ a hard sci-fi és az igazi űropera között.
Az űropera egyik részhalmaza egybevág a military science fictionnel, ami a nagy űrcsatákra koncentrál futurisztikus fegyverekkel. Ilyen történetekben a katonai hangszínt és a fegyverrendszert nagyon komolyan lehet venni. Az egyik szélsőség jövőbeli háborúkról – vagy ilyen háborúk hatásairól – szóló spekuláció; a másik véglet katonai összeesküvések sci-fi köntösbe öltöztetve. A "katonai űropera" kifejezést is használják néha ezen alfajok jelölésére, például Sylvia Kelso kritikájában, amikor Lois McMaster Bujold Vorkosigan sorozatáról ír.

## Értékelés
1982 és 2002 között, valamint történelmének nagy része alatt, a legjobb sci-fi regényért járó Hugo-díjat sokszor űroperának adományozták.

## Paródiák
Fredric Brown What Mad Universe (Milyen őrült univerzum) című művében a főszereplő egy józanul gondolkodó sci-fi magazin-szerkesztő, aki hirtelen egy alternatív történelembe kerül, ahol minden űropera-klisé (hatalmas hős, aki űrlényekkel harcol, akik az emberiséget akarják megsemmisíteni) mindennapi valóság.
Harry Harrison Bill, the Galactic Hero (Bill, a Galaktika hőse) című műve a klasszikus űropera konvencióit parodizálja ki. Az 1987-es film, az Űrgolyhók, amit Mel Brooks rendezett és segített megírni, egy Csillagok háborúja paródia sok űropera-jellemzővel. Az amerikai animált filmsorozat, a Futurama, amit Matt Groening készített, időről időre játszik az űropera műfajával.
Az űropera népszerű sok műfajban, beleértve a regényeket, novellákat, filmeket, sorozatokat és videojátékokat is.

## Lásd még
| - Bolygóközi kaland - Űrwestern | - Military science fiction - Hard science fiction |

## Fordítás
- Ez a szócikk részben vagy egészben  a   Space opera című angol Wikipédia-szócikk ezen változatának fordításán alapul.  Az eredeti cikk szerkesztőit annak laptörténete sorolja fel. Ez a jelzés csupán a megfogalmazás eredetét és a szerzői jogokat jelzi, nem szolgál a cikkben szereplő információk forrásmegjelöléseként.

## Külső hivatkozások
- David G. Hartwell és Kathryn Cramer, "How Shit Became Shinola: Az űropera meghatározása és újradefiniálása"
- Locus, 2003 augusztus: Különleges fejezet az "új űroperáról." A cikkeket írta Russell Letson & Gary K. Wolfe, Ken MacLeod, Paul J. McAuley, Gwyneth Jones, M. John Harrison, and Stephen Baxter
- Interjú Alastair Reynolds-szal
- Interjú Charles Stross-szal
- Az űroperáról szóló bejegyzés a Grollier Multimedia Encyclopedia of Science Fiction-ből, írta John Clute és Peter Nicholls, 1995
- Gary Westfahl fejezete az űroperáról a The Cambridge Companion to Science Fiction-ben, szerkesztette Farah Mendlesohn & Edward James, Cambridge University Press, 2003
- Interjú M. John Harrisonnal, Locus, 2003 decembere. Harrison megvitatja a véleményét az űroperát illetően.